# Ellen Stock

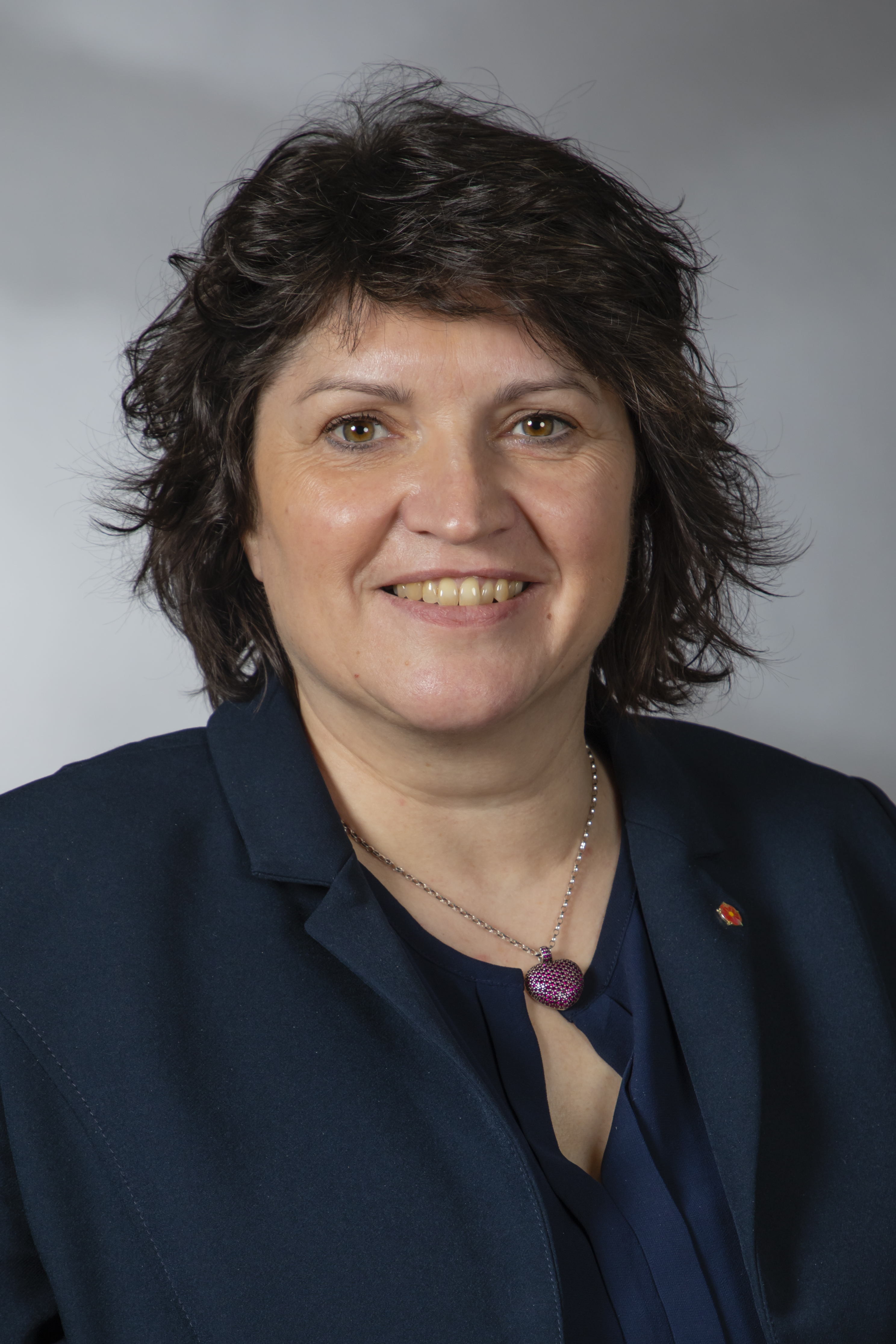
Ellen Stock (2019)

Ellen Stock (* 5. Juli 1966 in Lage) ist eine deutsche Politikerin (SPD) aus dem Kreis Lippe und seit dem 1. Juni 2017 Abgeordnete im Landtag Nordrhein-Westfalen.

## Biografie
Ellen Stock absolvierte eine Ausbildung zur Bekleidungstechnikerin / Schnittmacherin. Sie lebt in Waddenhausen, ist verheiratet und hat zwei Kinder.

## Politik

### Partei
Stock gehört der SPD seit 2009 an, von 2012 bis 2017 war sie Ortsvereinsvorsitzende in Waddenhausen. Seit 2016 ist sie Vorsitzende des SPD-Kreisverbandes Lippe. Sie hatte von 2014 bis 2017 einen Sitz im Rat der Stadt Lage inne. Bei der Landtagswahl in Nordrhein-Westfalen 2017 erhielt sie ein Direktmandat im Landtagswahlkreis Lippe I. Seit 2016 ist Stock Vize-Vorsitzende des Landesparteirates der NRW-SPD. Bei der Landtagswahl 2022 kandidierte Stock erneut im Wahlkreis Lippe I und holte 28,87 % der Erst- und 29,11 % der Zweitstimmen. Allerdings konnte sie diesmal nicht das Direktmandat erlangen, da sie dem CDU-Kandidaten Klaus Hansen unterlag. Sie zog allerdings über die SPD-Landesliste in den Landtag ein.

### SPD-Landtagsabgeordnete seit 2017
Ellen Stock ist ordentliches Mitglied im Petitionsausschuss und Integrationsausschuss sowie Schriftführerin des Landtages NRW. Zudem ist Stock stellvertretendes Mitglied im Ausschuss für Gleichstellung und Frauen, Ausschuss für Kultur und Medien sowie Ausschuss für Umwelt, Landwirtschaft, Natur- und Verbraucherschutz.

## Mitgliedschaften
Neben der SPD ist Ellen Stock Mitglied in verschiedenen Vereinen. Darunter fällt ihre Mitgliedschaft im RSV Waddenhausen e.V., der Kinder- und Jugendinitiative Waddenhausen e. V. und im Förderverein der Musikschule Lage e.V. Zudem ist Stock Vorsitzende der Felix-Fechenbach-Stiftung.